# Champagne per uno
Champagne per uno (titolo originale Champagne for One) è il ventunesimo romanzo giallo di Rex Stout con Nero Wolfe protagonista.

## Trama
Per fare un favore ad un conoscente a letto con l'influenza, Archie Goodwin prende il suo posto ad una cena di beneficenza per ragazze madri. Una delle ospiti, Faith Usher, ha più volte manifestato l'intenzione di uccidersi e porta sempre con sé del cianuro. Perciò quando cade esanime sulla pista da ballo, dopo avere bevuto una coppa di champagne, nessuno ha dubbi sul fatto che si tratti di un suicidio. Nessuno tranne Archie, che ha sempre tenuto d'occhio la ragazza e sa che non può avere in alcun momento versato il veleno nella propria coppa. Malgrado le insistenze della polizia, che preme perché il caso sia archiviato, Archie indaga per trovare le prove che si è trattato di un omicidio.

### Personaggi principali
- Nero Wolfe: investigatore privato
- Archie Goodwin: suo assistente
- Fritz Brenner: cuoco e maggiordomo
- Faith Usher, Rose Tuttle, Helen Yarmis, Ethel Varr: ragazze madri
- Beverly Kent, Edwin Laidlaw, Paul Schuster: giovani della buona società
- Louise Robilotti: milionaria
- Robert Robilotti: marito di Louise
- Cecil Grantham, Celia Grantham: gemelli, figli di Louise e di Albert Grantham
- Austin "Dinky" Byne: nipote di Louise
- Hackett: maggiordomo di Louise
- Cramer: ispettore della Squadra Omicidi
- Purley Stebbins: sergente della Squadra Omicidi

## Critica
"Archie e Nero ancora una volta brillano nel trovare la risposta alla domanda: chi ha fatto scivolare del cianuro nel bicchiere della ragazza che partecipava alla festa annuale per ragazze madri in casa della loro benefattrice? Due piccole critiche: il defunto filantropo avrebbe mai scritto quella bizzarra lettera di donazione che non offre migliore controllo sulla gestione di grosse somme dell'onestà di qualcuno? E come è stato somministrato in effetti il veleno? Non si può comprare del KCN già pronto all'uso."
"Anche Champagne for One ha elementi di un delitto pubblico. [...] Il delitto è, in un certo modo, nella tradizione di Calamity Town di Ellery Queen. Come Ellery è all'erta nel party fatale in Calamity Town per impedire un avvelenamento,  così lo è Archie in Champagne for One (capitolo 3). Entrambi non riescono a impedire un omicidio. Ma non è colpa loro: entrambi sono in guardia contro qualcosa che non avviene, per impedirla. Qualcos'altro, che non stanno sorvegliando, causa i delitti. [...] Champagne for One ha una trama con un enigma creativo, con alcuni aspetti del "delitto impossibile". Stout dimostra ingegnosità nell'evidenziare come un delitto inspiegabile sia stato in realtà commesso. [...] L'abilità delle classi agiate di comprarsi la giustizia e la polizia è un tema ricorrente nel corso del libro. Archie deve sfidare tutti, e mantenere la sua posizione con la sua storia "scomoda", combattendo contro i ricchi e la polizia."

## Edizioni
- Rex Stout, Champagne per uno, collana Oscar Mondadori, traduzione di Vittoria Comucci, Arnoldo Mondadori Editore, 2006, ISBN 9788804551188.
- Rex Stout, Champagne per uno, collana I Classici del Giallo Mondadori n. 821, traduzione di Vittoria Comucci, Arnoldo Mondadori Editore, 1998.
- Rex Stout, Champagne per uno, collana I Classici del Giallo n. 269, traduzione di Vittoria Comucci, Arnoldo Mondadori Editore, 1977.
- Rex Stout, Champagne per uno, collana Il Giallo Mondadori n. 552, 1959.

## Opere derivate
- Episodio dal titolo Champagne per uno, facente parte della serie televisiva Nero Wolfe, trasmesso per la prima volta il 29 aprile 2001, con Maury Chaykin nel ruolo di Nero Wolfe.
- Episodio dal titolo Champagne per uno, facente parte della serie televisiva Nero Wolfe per la regia di Riccardo Donna, trasmesso per la prima volta il 12 aprile 2012, con Francesco Pannofino nel ruolo di Nero Wolfe.